# Софиано, Леонид Петрович
Леонид Петрович Софиано (1820—1898) — русский военный и государственный деятель, участник русско-турецкой войны 1877—1878 годов, товарищ генерал-фельдцейхмейстера, член Государственного совета, генерал от артиллерии, генерал-адъютант.

## Биография
Сын генерал-майора Петра Анастасьевича Софиано (1777—1831) от брака его с Анной Христофоровной Комнено (1791—1825), дочерью генерал-майора Х. М. Комнено. Греческого происхождения. По матери был в родстве с самых знатными фанариотскими семьями. После смерти матери и гибели отца в Польскую кампанию, с сестрами был взят на воспитание княжной Маврокордато, которая была помолвлена с их отцом. Племянник директора дипломатической канцелярии наместника Царства Польского, действительного статского советника Петра Христофоровича Софиано. 
Воспитывался в Павловском кадетском корпусе, из которого он был выпущен в 1841 году прапорщиком в конную-лёгкую 13-ю батарею, с причислением к генеральному штабу. Вскоре он был назначен в переименованную часть образцовой конной батареи и затем продолжал службу в батареях конной артиллерии. В чине штабс-капитана, командуя полубатареей, в 1854 году им был сделан первый недалекий поход в составе войск, охранявших прибрежья Петербургской и Выборгской губернии. В день коронования императора Александра II переведен в гвардию штабс-капитаном и назначен в постоянный кадр образцовой конной батареи. Здесь он три года проходил обязанность учителя, а в 1859 году с производством в полковники назначен командиром 16-конно-артиллерийской батареи Астраханского казачьего войска и затем командиром образцовой конной батареи, в которой он служил до производства 21 мая 1865 года в генерал-майоры с назначением начальником артиллерии Восточной Сибири.

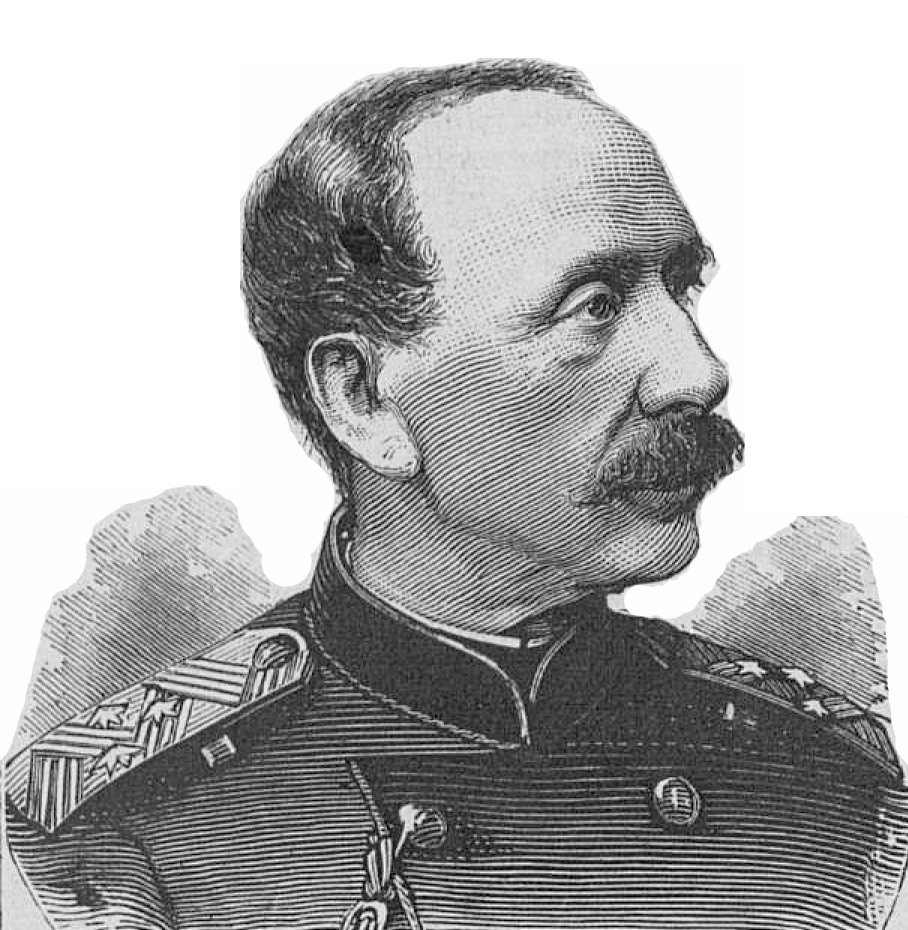
Генерал-лейтенант
Л. П. Софиано, 1878 год

11 февраля 1873 года назначен начальником артиллерии Кавказского военного округа и 30 августа того же года был произведён в генерал-лейтенанты. После начала русско-турецкой войны 1877—1878 годов Софиано был назначен начальником артиллерии Кавказской армии и 26 мая участвовал в переходе главной квартиры через турецкую границу у Александрополя и затем производил рекогносцировку северных фортов Карса; участвовал в боях на Аладжинских высотах, в осаде и штурме Карса.
16 апреля 1878 года назначен генерал-адъютантом и затем после окончания войны вступил в отправление прежней должности начальника артиллерии Кавказского военного округа, а 16 июня 1881 году назначен на пост товарища генерал-фельдцейхмейстера великого князя  Михаила Николаевича и занимал этот пост в течение более 15 лет. 30 августа 1887 года произведён в генералы от артиллерии. 6 декабря 1896 года назначен членом Государственного совета.
Был женат на Марии Александровне Санти (1824—1898), дочери графа А. Л. Санти, но потомства не оставил. Л. П. Софиано умер 29 июня (11 июля) 1898 года. Похоронен с супругой на Всехсвятском кладбище.
Им принадлежал обширный сад бывшего подмосковного села Всехсвятского (ныне это территория Мемориально-паркового комплекса героев Первой мировой войны в московском районе Сокол).